# Kyagargletscher
Der Kyagargletscher befindet sich im östlichen Karakorum im von China annektierten Shaksgam-Tal.
Der 20 km lange Kyagargletscher befindet sich im Norden des Siachen Muztagh. Der Kyagargletscher strömt von der Nordflanke des 7245 m hohen Apsarasas Kangri I und dessen Nebengipfeln in nordnordwestlicher Richtung und mündet in den Oberlauf des Shaksgam-Flusses. Die Gletscherzunge blockiert den Abfluss des Shaksgam, so dass sich oberstrom ein Gletschersee bildet. Dies führt immer wieder zu Gletscherläufen und Hochwasserereignissen entlang dem Flusslauf von Shaksgam und Yarkant.